# Голлі Марі Комбс
Голлі Марі Комбс (англ. Holly Marie Combs; нар. 3 грудня 1973, Сан-Дієго)  — американська акторка і телепродюсерка. Відома за ролями Кімберлі Брок у т/с «Застава фехтувальників», Пайпер Галлівел у т/с «Усі жінки — відьми»  та Елли Монтгомері в т/с «Милі ошуканки».

## Біографія
Мати, Лоралай Комбс (до шлюбу Беркам (Berckhem)), завагітніла у 14 років. На момент народження Голлі її матері було 15, а батьку 17. Батьки пішли зі школи, щоб одружитись, через 2 роки розлучилися. Хоча в сім'ї не було достатньо грошей, мати добре піклувалась про Голлі. Коли Голлі було 8, вона з мамою переїхала до Нью-Йорка, де пішла навчатись до професійної акторської школи у Ерні Мартіна. Тим часом мати починала кар'єру співачки та акторки.

## Кар'єра
У 10 років знялася в рекламі на телебаченні. У фільмі вперше зіграла 1985 року («Walls of Glass»), де також грала її мати. Коли Голлі виповнилось 12, її мати одружилася вдруге. В 1988 Голлі виконала маленьку роль у фільмі «Sweet Hearts Dance», а 1989 — у фільмах «Born on the Fourth of July» і «New York Stories». Також знімалась і в серіалах, «Дороговказне світло» і «As The World Turns».
Популярність здобула у 18 років, знімаючись у серіалі «Picket Fences». За роль Кімберлі Брук вона отримала премію «Молодий актор» у номінації «Найкраща молода акторка в новому телесеріалі». В 1992 Голлі Марі Комбс знімалась у «Chain of Desire», «Dr. Giggles» і «Simple Men».
В 1998 її подруга, акторка Шеннен Догерті, привела Комбс на проби в серіалі «Усі жінки — відьми». Тоді серіал не сприймали серйозно, але тепер він уважається одним з найкращих. У 2001 виконала невелику роль у фільмі «Ocean's Eleven».
З 2002 почала продюсувати фільми.

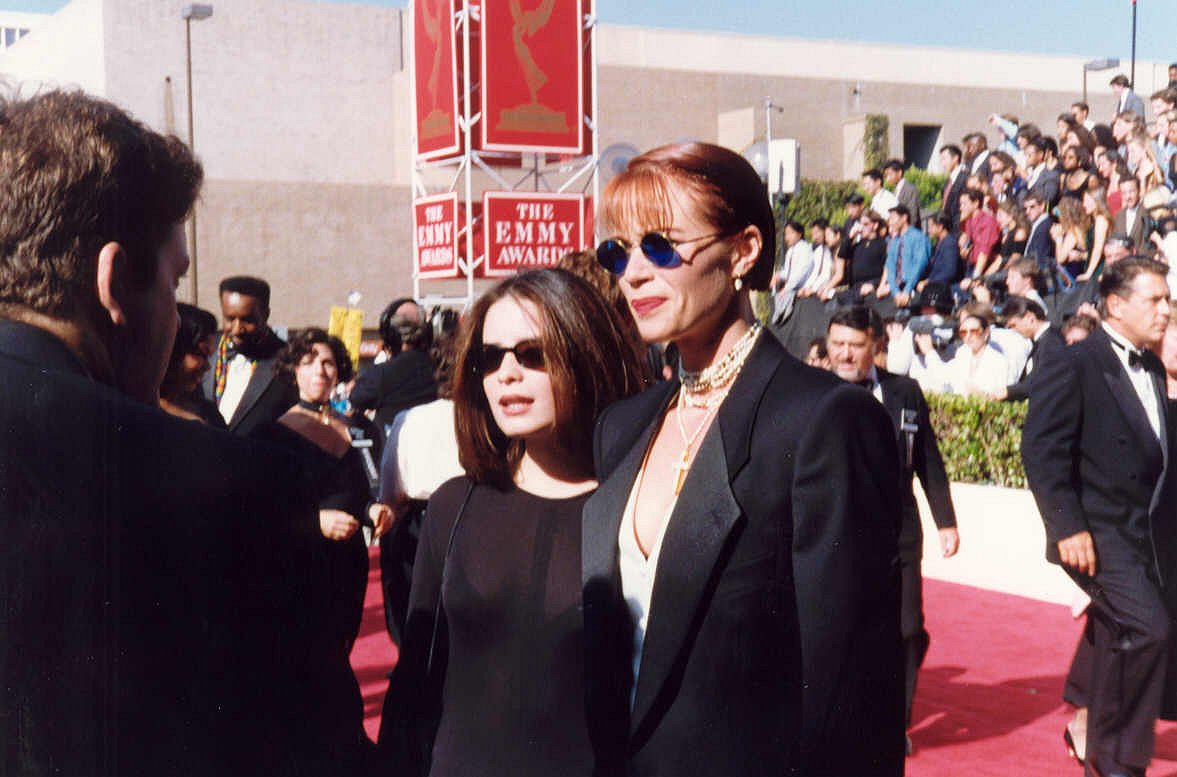
Комбс та Лорен Голлі на «Emmy Awards», 1991

З 2003 Комбс знімалась у невеликих ролях, зокрема у фільмі 2003 «See Jane Date», 2007 «Panic Button», а також 2009 вона знімалась і була співпродюсеркою серіалу «Коханки» (але його не було акредитовано).
У 2010—2014 Комбс знялась у серіалі «Милі ошуканки» як Елла Монтґамарі, (матір однієї з головних героїнь серіалу — Арії), вона також була продюсеркою цього серіалу.

## Особисте життя
В 1993 почала зустрічатись з актором Браяном Смітом, того ж року побралася у Лас-Вегасі. 1997 року вони розлучились.
На зйомках серіалу «Усі жінки — відьми» познайомилась із Девідом Доногом, з яким одружилась в 2004. Того ж року 26 квітня народила першого сина, Фінлі Артура Доного. 26 жовтня 2006 народила сина Райлі Едварда, а 26 травня 2009 сина Келлі Джеймса. Подала на розлучення в листопаді 2011 р., пославшись на непримиренні розбіжності.

## Фільмографія

### Акторка
| Рік       |    | Українська назва               | Оригінальна назва                              | Роль                         |
| --------- | -- | ------------------------------ | ---------------------------------------------- | ---------------------------- |
| 1988      | ф  | Танець закоханих               | Sweet Hearts Dance                             | Дебс Бун                     |
| 1989      | ф  | Нью-Йоркські історії           | New York Stories                               | гість у костюмі              |
| 1989      | ф  | Народжений четвертого липня    | Born on the Fourth of July                     | Дженні Тернер                |
| 1989      | с  | Як обертається світ            | As the World Turns                             | Кендіс Янг                   |
| 1991      | тф |                                | Rockenwagner                                   | Клер Лінас                   |
| 1992      | ф  | Ланцюг бажання                 | Chain of Desire                                | Діана Річардс                |
| 1992      | ф  | Прості люди                    | Simple Men                                     | Кім Фелдс                    |
| 1992      | ф  | Доктор жартівник               | Dr. Giggles                                    | Дженніфер Кемпбелл           |
| 1992—1996 | с  | Застава фехтувальників         | Picket Fences                                  | Кімберлі Брук                |
| 1994      | тф | Любов незнайомця               | A Perfect Stranger                             | Аманда Гейл                  |
| 1995      | ф  | Причина вірити                 | A Reason to Believe                            | Шерон Дігбі                  |
| 1996      | ф  | Чаклунство                     | The Craft                                      | Таша Пауелл                  |
| 1996      | кф | Вектор                         | Vector                                         | Меггі Ст. Джеймс             |
| 1996      | тф | Гріхи тиші                     | Sins of Silence                                | Софі ДіМеннео / Тереза Собео |
| 1997      | тф | Смертельний любовний трикутник | Love's Deadly Triangle: The Texas Cadet Murder | Діана Замора                 |
| 1997      | тф | Убивство нашої матері          | Our Mother's Murder                            | Алекс Моррелл                |
| 1997      | с  | Відносність                    | Relativity                                     | Енн Прайс                    |
| 1998—2006 | с  | Усі жінки — відьми             | Charmed                                        | Пайпер Галлівел              |
| 2001      | с  | Кімната кошмарів               | The Nightmare Room                             | дівчина                      |
| 2001      | ф  | Одинадцять друзів Оушена       | Ocean's Eleven                                 | Голлі                        |
| 2003      | тф | Зверніться до Джейн            | See Jane Date                                  | Наташа Натлі                 |
| 2007      | тф | Друг сім'ї                     | Point of Entry                                 | Кетрін Олден                 |
| 2009      | тф | Господині                      | Mistresses                                     | Джейн Галлістер              |
| 2010—2017 | с  | Милі ошуканки                  | Pretty Little Liars                            | Елла Монтґамарі              |
| 2014      | кф | Гола у Венеції                 | Naked in Venice                                | Лілі                         |
| 2015      | с  | Без координат                  | Off the Map                                    | Голлі                        |
| 2019      | с  | Анатомія Грей                  | Grey's Anatomy                                 | Хайді Петерсон               |

### Сценаристка, продюсерка
| Рік       |    | Українська назва   | Оригінальна назва       | Роль                        |
| --------- | -- | ------------------ | ----------------------- | --------------------------- |
| 2002—2006 | с  | Усі жінки — відьми | Charmed                 | продюсерка                  |
| 2009      | тф | Господині          | Mistresses              | сценаристка, співпродюсерка |
| 2014      | кф |                    | You Feel Amazing        | продюсерка                  |
| 2014      | кф |                    | Radical Something: Pure | сценаристка, продюсерка     |
| 2014      | кф | Гола у Венеції     | Naked in Venice         | продюсерка                  |
| 2014      | кф |                    | Be Easy                 | сценаристка, продюсерка     |
| 2015      | с  | Без координат      | Off the Map             | виконавча продюсерка        |